# Фричи
Фричи (пол. Frycz, нем. Fritsch) — дворянский род.
Фричи переселились из Саксонии в Польшу в царствование Короля Станислава Августа. Из них Карл-Авраам Фрич, Референдарий Саксонского Двора, пожалованный в Саксонии Бароном, возведен в Польские дворяне Сеймовым постановлением 1768 года, и на пользование дворянскими правами получил от Короля индигенат в 1775 году.

## Описание герба
В щите наполовину разделенном, в правом золотом поле серая коза поднявшаяся на дыбы, а в левом, голубом, такая же чёрная коза; обе упираются в серебряную колонну с золотою короною, в самом разрезе щита поставленную.
В навершии шлема золотая коза, вправо, взвивающаяся на подобную как в щите колонну. Намет голубой, подложенный золотом. Герб Фрич внесен в Часть 2 Гербовника дворянских родов Царства Польского, стр. 32